# Обухова, Варвара Александровна
Варва́ра Алекса́ндровна Обу́хова (12 августа 1901 — 16 февраля 1988) — русская советская актриса театра и кино. Артистка Малого театра (1922—1985, с перерывом). Народная артистка РСФСР (1972). Двоюродная сестра певицы Н. А. Обуховой и композитора Н. Б. Обухова.

## Биография
Родилась 12 августа 1901 года в Москве в семье Александра Трофимовича и Веры Николаевны Обуховых. В семье любили классическую музыку, отец обладал красивым тенором, пел и играл на гитаре. Мать интересовалась музыкой, поэзией и искусством, была причастна к московскому свету и знала многих деятелей культуры. В доме часто устраивались музыкальные вечера с участием Б. С. Шереметева, С. Т. Обухова, Н. А. Обуховой и других.
Обучалась в Алфёровской гимназии, где много играла в гимназическом театре под руководством А. Д. Алфёрова. В 1924 году (по другим источникам в 1925 году) окончила Высшие театральные мастерские при Малом театре по классу С. В. Айдарова.
Артистка Малого театра с 4 августа 1922 года по 31 января 1985 года (с перерывом).
Читала лекции по истории литературы и искусства в Театральном училище им. Щепкина.
Вела большую общественную работу. В годы Великой Отечественной войны (1941—1945) была в составе фронтовых бригад. Руководила Народным театром завода «Серп и молот», часто выезжала с шефскими концертами и выступала с рассказами об истории Малого театра и его актёрах.
Скончалась 16 февраля 1988 года. Похоронена на Ваганьковском кладбище в Москве (участок № 35).

### Семья
Варвара Александровна Обухова — потомок старинного польского шляхетского рода Баратынских и русского княжеского рода Горчаковых. Среди её предков, по отцовской линии — контр-адмирал Российского флота И. А. Баратынский (1776—1837), по материнской линии — генерал-майор русской императорской армии, князь М. А. Горчаков (1768—1831).
- Отец — Александр Трофимович Обухов (1861—1929), статский советник, земский начальник 2-го уч. Московского уезда[9].
- Мать — Вера Николаевна Обухова (урожд. Хвощинская) (1870—1956), литературный переводчик с английского, в своём кругу считалась незаурядной художницей. Приходилась внучатой племянницей светлейшему князю А. М. Горчакову, записала его воспоминания об А. С. Пушкине со времен Царскосельского лицея. Бабушка В. Н. Обуховой, сестра светлейшего князя Софья Михайловна Горчакова, слыла в молодости московской красавицей. По мнению некоторых пушкинистов, Софье Михайловне были посвящены лицейские стихи Пушкина «Красавице, которая нюхала табак»[8].
- Брат — Юрий Александрович Обухов (1900—1956).
- Дедушка — Трофим Иванович Обухов (1818—после 1877), коллежский асессор, почетный смотритель Юрьевских училищ, член совета Странноприимного дома гр. Шереметева в Москве.
- Бабушка — Елизавета Ильинична Обухова (урожд. Баратынская) (1825—1912).
- Дядя — Сергей Трофимович Обухов (1855—1928), оперный певец, солист Большого театра, управляющий Московской конторой Императорских театров.
- Двоюродная сестра (по отцовской линии) — Надежда Андреевна Обухова (1886—1961), оперная певица.
- Двоюродный брат (по отцовской линии) — Николай Борисович Обухов (1892—1964), композитор, теоретик музыки и изобретатель музыкальных инструментов.

## Роли в театре
- «Сон в летнюю ночь» У. Шекспира — Елена,
- «Растеряева улица» по Г. Успенскому — Липочка, Пискарева,
- «Варвары» М. Горького — Лидия,
- «Враги» М. Горького — Татьяна,
- «Плоды просвещения» Л. Толстого — Таня,
- «Воспитанница» А. Островского — Василиса Перегриновна,
- «Любовь Яровая» К. Тренёва — матушка,
- «Васса Железнова» М. Горького — Анна Оношенкова,
- «Горе от ума» А. Грибоедова — Графиня-внучка, Графиня-бабушка и княгиня Тугоуховская,
- «Пигмалион» Б. Шоу — миссис Эйнсфорд-Хилл,
- «Крылья» А. Корнейчука — Мария Николаевна,
- «Женитьба Бальзаминова» А. Островского — Матрёна,
- «Ярмарка тщеславия» У. Теккерея — Бригс,
- «Власть тьмы» Л. Толстого — Сваха,
- «Мамуре» Ж. Сармана — Викторина,
- «Свадьба Кречинского» А. Сухово-Кобылина — Лидочка,
- «Женитьба Белугина» А. Островского — Таня,
- «Лес» А. Островского — Аксюша,
- «Каменный гость» А. Пушкина — Донна Анна,
- «Без вины виноватые» А. Островского — Коринкина
- «Порт-Артур» И. Попова и А. Степанова — Юм-Юм
- «Село Степанчиково и его обитатели» Ф. Достоевского — Генеральша Крахоткина
- «Любовь Яровая» К. Тренёва — Горностаева
- «Доктор философии» Б. Нушича — Г-жа Спасоевич,
- «Каменный хозяин» Л. Украинки — Дуэнья Анны,
- «Птицы нашей молодости» И. Друце — Старушка,
- «Беседы при ясной луне» В. Шукшина — Старуха Кандаурова и Отавиха,
- «Правда — хорошо, а счастье лучше» А. Островского — Пелагея Григорьевна Зыбкина.

## Фильмография
- 1953 — «Васса Железнова» (фильм-спектакль) — Анна Васильевна Оношенкова
- 1956 — «Выигрышный билет» (короткометражный)
- 1958 — «Хождение за три моря» — мать Афанасия
- 1961 — «В начале века» — Елизавета Васильевна
- 1962 — Вашингтонская история (ТВ)— мисс Пипл, начальник бюро личного состава
- 1963 — «Павлик Морозов» (фильм-спектакль) — учительница
- 1970 — «Свои люди — сочтёмся» (фильм-спектакль) — Фоминишна, ключница
- 1972 — «Правда — хорошо, а счастье — лучше» (фильм-спектакль) — Пелагея Григорьевна Зыбкина
- 1973 — «Обрыв» (фильм-спектакль) — Надежда Васильевна
- 1974—1977 — «Хождение по мукам» — старая поэтесса
- 1976 — «Униженные и оскорблённые» (фильм-спектакль) — гувернантка
- 1976 — «Ярмарка тщеславия» (фильм-спектакль) — Бригс
- 1978 — «Баламут» — бабка Матрёна
- 1978 — «И снова Анискин» — Анна Валерьяновна Кольцова
- 1979 — «Мамуре» (фильм-спектакль) — Викторина, свояченица, 89 лет
- 1981 — «Беседы при ясной луне» (фильм-спектакль) — бабка Варвара

## Сочинения
- В. Обухова. Из фронтового дневника // Талант и мужество: воспоминания, дневники, очерки. — М.: Искусство, 1967. — Т. 1. — С. 55—67.
- В. Обухова. Волшебное имя // Надежда Андреевна Обухова. — М., 1970. — С. 172—175.

## Награды и звания
- орден Трудового Красного Знамени (26 октября 1949 года)[10].
- Заслуженная артистка РСФСР (5 ноября 1947 года)[11].
- Народная артистка РСФСР (7 апреля 1972 года)[12].